# Zabytki w Sanoku

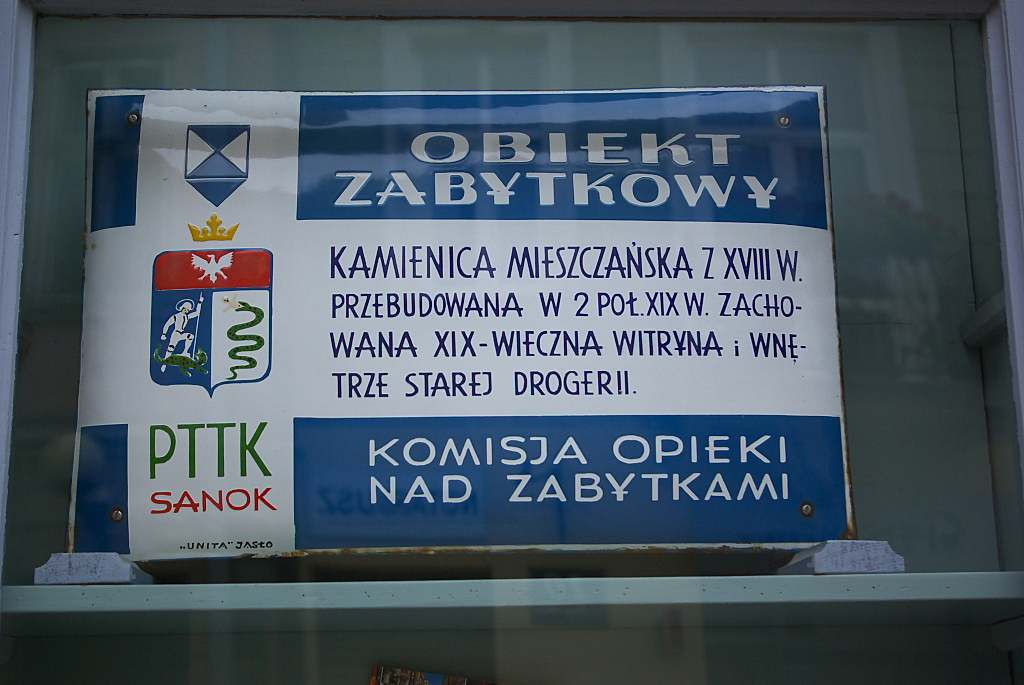
Tablica informacyjna o obiekcie zabytkowym na kamienicy
przy ul. 3 Maja 7

Zabytki Sanoka – lista zabytków nieruchomych z terenu miasta Sanoka objętych ochroną i opieką.

## Historia
W połowie 1895 konserwatorami na obwód sanocki zostali mianowani książę dr Andrzej Lubomirski we Lwowie (w sekcji I dla przedmiotów z czasów przedhistorycznych i starożytnej sztuki klasycznej), hr. Jan Szeptycki w Przyłbicach (w sekcji II dla zabytków sztuki średniowiecznej), prof. dr Bolesław Ulanowski w Krakowie (w sekcji III dla archiwaliów).
W okresie PRL zostało utworzone stanowisko Powiatowego Konserwatora Zabytków w Sanoku w 1966, po czym ujęto w spisie zabytków 166 obiektów na obszarze powiatu sanockiego i 70 w powiecie leskim, a przed 1970 liczba obiektów w obu powiatach łącznie wynosiła ok. 400.
Wynikiem działań Komisji Opieki nad Zabytkami, powstałej przy oddziale PTTK w Sanoku, w 1978 umieszczono na fasadzie kilku budynków tablice informujące o zabytkowym charakterze tychże obiektów: dom mansjonarski, kościół farny, kościół franciszkanów, cerkiew Świętej Trójcy, przy zajazd przy ul. R. Traugutta, budynek przy ul. T. Lenartowicza, kamienica przy ul. K. Wielkiego 6, kamienica przy ul. 3 Maja 7, Rynek (zbiorowa informacja o zabudowie kamieniczek), Willa Zaleskich – na ostatnim budynku tablica nie zachowała się (inicjatorką akcji była Mieczysława Czopor, a za treść tablic odpowiadali Wojciech Salwa i Stefan Stefański).
Według wersji ww. Stefana Stefańskiego z 1991, oprócz głównych 12 obiektów zabytkowych w ścisłym centrum miasta, w Sanoku istnieje jeszcze ok. 250 zabytkowych domów i wilii.

## Lista zabytków

### Stan od 1972 roku
W wyniku weryfikacji rejestru zabytków architektury na obszarze regionu i wprowadzeniu do spisu obiektów dotychczas pominiętych, został uaktualniony rejestr zabytków dla Sanoka w jego nowych granicach administracyjnych (obejmujący także dzielnice/osiedla: Dąbrówka, Olchowce, Zahutyń, Dolina, Zagórz), ważny od maja 1972. Tenże wykaz zabytków Sanoka obejmował 61 obiektów, nie licząc Parku Etnograficznego Muzeum Budownictwa Ludowego w Sanoku (potraktowany jako zwarty zespół wyjątkowej wartości):

- Zespół klasztorny franciszkański
- Kościół parafialny pw. Przemienienia Pańskiego
- Cerkiew pw. Świętej Trójcy
- Kapliczka przy ul. Kazimierza Lipińskiego 23
- Dwór przy ul. Zamkowej 28
- Dom / dwór przy ul. Zamkowej 19
- Dom przy ul. Zamkowej 20
- Dom przy ul. Zamkowej 22
- Zespół zamkowy
- Zajazd przy ul. Zamkowej 2
- Dom przy ul. Jarosława Dąbrowskiego 24 (obecnie ul. Jana III Sobieskiego)
- Dom (kamienica) przy ul. Franciszkańskiej 3
- Dom przy ul. Hanki Sawickiej 11 (obecnie ul. Zygmunta Krasińskiego)
- Dom przy ul. Krótkiej 3
- Dom (kamienica) przy ul. 22 Lipca 1 (obecnie ul. 3 Maja)
- Dom (kamienica) przy ul. 22 Lipca 2 (obecnie ul. 3 Maja)
- Dom (kamienica) przy ul. 22 Lipca 3 (obecnie ul. 3 Maja)
- Dom (kamienica) przy ul. 22 Lipca 4 (obecnie ul. 3 Maja)
- Dom (kamienica) przy ul. 22 Lipca 5 (obecnie ul. 3 Maja)
- Dom (kamienica) przy ul. 22 Lipca 7 (obecnie ul. 3 Maja)
- Dom (kamienica) przy ul. Plac Pokoju 5 (obecnie Plac św. Michała)
- Dom („chata sanocka”) przy ul. Posady Olchowskiej 10
- Dom („chata sanocka”) przy ul. Posady Olchowskiej 16
- Dom przy ul. Rybackiej 8 (dawniej 6)
- Dom przy ul. Rybackiej 10
- Dom przy ul. Rybackiej 13
- Dom przy ul. Rybackiej 15
- Dom przy ul. Rybackiej 17
- Dom przy ul. Rybackiej 19
- Dom (kamienica) przy ul. Rynek 9 (dawniej 8)
- Dom (kamienica) przy ul. Rynek 8 (dawniej 7)
- Dom (kamienica) przy ul. Rynek 10 (dawniej 9)
- Dom (kamienica) przy ul. Rynek 11 (dawniej 10)
- Dom (kamienica) przy ul. Rynek 12 (dawniej 11)
- Dom (kamienica) przy ul. Rynek 15
- Dom (kamienica) przy ul. Rynek 17
- Dom (kamienica) przy ul. Rynek 20 (dawniej 16)
- Dom (kamienica) przy ul. Rynek 22 (dawniej 18)
- Dom (kamienica) przy ul. Rynek 23 (obecnie 22)
- Dom przy ul. Sanowej 7
- Dom przy ul. Karola Świerczewskiego 43 (obecnie ul. Jagiellońska)
- Dom („chata sanocka”) przy ul. Ludwika Waryńskiego 6I (obecnie ul. Podgórze)
- Dom przy ul. Walerego Wróblewskiego 16 (obecnie ul. Władysława Sikorskiego)
- Dom (dawniej karczma) przy ul. Kazimierza Lipińskiego 198
- Zajazd przy ul. Romualda Traugutta 3
- Dom przy ul. Wolności 1 w Zagórzu (Nowy Zagórz)
- Dom przy ul. Wolności 65 w Zagórzu (Nowy Zagórz, dawniej 57)
- Kościół Wniebowzięcia Najświętszej Maryi Panny w Zagórzu
- Ruiny obronnego zespołu klasztornego Karmelitów bosych w Zagórzu
- Cerkiew św. Michała Archanioła w Zagórzu
- Kaplica grobowca na Starym Cmentarzu w Zagórzu
- Dom przy ul. Karola Świerczewskiego 66 w Zagórzu
- Cerkiew Wniebowstąpienia Pańskiego w Olchowcach
- Kapliczka przy drodze Załuż-Sanok z 1. poł. XIX w.
- Kapliczka przy drodze Załuż-Sanok z 2. poł. XIX w., wł. W. Bar
- Kapliczka przy drodze Załuż-Sanok z 1. poł. XIX w., wł. S. Filipowiak
- Kaplica grobowa Tchorznickich, Stankiewiczów i Urbańskich w Sanoku
- Kapliczka przy drodze Dąbrówka-Sanok
- Cerkiew pw. Opieki NP Marii w Dolinie

### Rejestr Wojewódzkiego Urzędu Ochrony Zabytków
Lista zabytków nieruchomych z terenu miasta Sanoka wpisanych do wojewódzkiego rejestru zabytków przez Wojewódzki Urząd Ochrony Zabytków (stan na 30 czerwca 2021; obiekty wymieniony w kolejności chronologicznego wpisu do rejestru):
- 1952 – Zamek Królewski (ul. Zamkowa 2)[10]
- 1952 – Dom Mansjonarzy (pl. św. Michała 6)[11]
- 1952 – Zespół Cerkwi Świętej Trójcy (ul. Zamkowa 16)[11]
- 1958 – Zajazd (ul. Zamkowa 2)[10]
- 1958 – Zajazd (ul. Romualda Traugutta 3)[10]
- 1958 – Dom przy ul. Franciszka Żwirki i Stanisława Wigury 6a w Sanoku (przeniesiony do MBL)[12]
- 1958 – Dom przy ul. Sanowej 11[10]
- 1967 – Zespół klasztorny Franciszkanów (ul. Franciszkańska 7)[11]
- 1985 – Budynek przy ul. Ignacego Daszyńskiego 17[10]
- 1985 – Budynek przy ul. Teofila Lenartowicza 2[10]
- 1987 – Kamienica przy ul. Zamkowej 16[13]
- 1988 – Dom Harcerza (ul. Zielona 39)[10]
- 1989 – Cerkiew św. Dymitra (Aleja Najświętszej Marii Panny 18)[12]
- 1989 – Cerkiew Wniebowstąpienia Pańskiego (ul. Kółkowa 5)[12]
- 1990 – Kościół Przemienienia Pańskiego (pl. św. Michała)[11]
- 1990 – Budynek przy ul. Zamkowej 30[10]
- 1990 – Budynek przy ul. 2 Pułku Strzelców Podhalańskich 1[10]
- 1991 – Budynek sądu (ul. Tadeusza Kościuszki 5)[10]
- 1991 – Kamienica przy ul. Kazimierza Wielkiego 6[10]
- 1991 – Mała Synagoga (pl. Zamkowy 3 / ul. Rynek 10)[11]
- 1991 – Dom przy ul. Niecałej 2[10]
- 1992 – Kamienica przy ul. Rynek 14[10]
- 1992 – Ratusz przy ul. Rynek 16[10]
- 1992 – Kamienica przy ul. Rynek 18[10]
- 2000 – Willa „Dom Julii” (ul. Juliusza Słowackiego 49)[10]
- 2006 – Kamienica przy ul. Jana III Sobieskiego 16[10]
- 2007 – Kaplica grobowa Tchorznickich, Stankiewiczów i Urbańskich (Aleja Najświętszej Marii Panny)[12]
- 2010 – Park w zespole pałacowo-parkowym Rylskich i Tchorznickich (ul. 1000-lecia 83)[12]
- 2013 – pozostałości umocnień obronnych i otoczenie Zamku Królewskiego (ul. Zamkowa 2)[10]
- 2014 – Kamienica przy ul. Jana III Sobieskiego 12[10]
- 2016 – Kamienica przy ul. Henryka Sienkiewicza 5[10]
- 2016 – Ratusz przy ul. Rynek 1[10]

### Gminna Ewidencja Zabytków
Gminna Ewidencja Zabytków miasta Sanoka została założona w formie zbioru kart adresowych została założona zarządzeniem Burmistrza Miasta Sanoka Wojciecha Blecharczyka z 16 maja 2014. Łącznie w dokumencie z 2014 figurowało 234 pozycji. Zarządzeniem Burmistrza Miasta Sanoka Tadeusza Pióry z 9 marca 2015 zmieniono treść załącznika do zarządzenia z 16 maja 2014, który otrzymał nowe brzmienie. Łącznie w dokumencie z 2015 figurowało 229 pozycji. Zarządzeniem Burmistrza Miasta Sanoka Tadeusza Pióry z 24 listopada 2016 zmieniono treść załącznika do zarządzenia z 16 maja 2014, który otrzymał nowe brzmienie. Łącznie w dokumencie z 2016 figurowało 245 pozycji. Zarządzeniem Burmistrza Miasta Sanoka Tadeusza Pióry z 6 września 2018 zmieniono treść załącznika nr 1 do zarządzenia z 16 maja 2014, który otrzymał nowe brzmienie oraz dodano załącznik nr 2, stanowiący spis katalogowy stanowisk archeologicznych zlokalizowanych na terenie Sanoka. Łącznie w dokumencie z 2018 figurowało 234 pozycji zabytków nieruchomych oraz 106 stanowisk archeologicznych.
Do gminnej ewidencji zabytków w Sanoku zostały wpisane obiekty nieruchome.
Obiekty w poniższym spisie zostały uszeregowane wedle alfabetycznej kolejności nazwy ulicy; osobno ujęto cmentarze.
Budynki
- 2014 – Budynek przy ul. 2 Pułku Strzelców Podhalańskich 1[23][24][25][26]
- 2014 – Kamienica przy ul. 3 Maja 1[23][24][25][26]
- 2014 – Kamienica przy ul. 3 Maja 2[23][24][25][26]
- 2014 – Kamienica przy ul. 3 Maja 3[23][24][25][26]
- 2014 – Kamienica przy ul. 3 Maja 4[27][28][25][26]
- 2014 – Kamienica przy ul. 3 Maja 5[27][28][25][26]
- 2014 – Kamienica przy ul. 3 Maja 6[27][28][25][26]
- 2014 – Kamienica przy ul. 3 Maja 7[27][28][25][26]
- 2014 – Kamienica przy ul. 3 Maja 10[27][28][25][26]
- 2014 – Kamienica przy ul. 3 Maja 14[27][28][25][26]
- 2014 – Kamienica przy ul. 3 Maja 15[27][28][25][26]
- 2014 – Kamienica przy ul. 3 Maja 18[27][28][25][26]
- 2014 – Kamienica przy ul. 3 Maja 21[15][28][25][26]
- 2014 – Kamienica przy ul. 3 Maja 23[27][28][25][26]
- 2014 – Dom przy ul. 800-lecia 4[23][24][25][26]
- 2014 – Dom przy ul. 1000-lecia 9[23][24][25][26]
- 2014 – Stodoła przy ul. 1000-lecia 15[27][28][25][26]
- 2014 – Dom przy ul. 1000-lecia 18[27][28][25][26]
- 2014 – Dom przy ul. 1000-lecia 20[27][28][25][26]
- 2014 – Dom przy ul. 1000-lecia 26[23][24][25][26]
- 2014 – Pałac Rylskich i Tchorznickich przy ul. 1000-lecia 83[23][24][25][26]
- 2014 – Park dworski Rylskich i Tchorznickich przy ul. 1000-lecia 83[15][17][25][29]
- 2014 – Cerkiew św. Dymitra przy Alei Najświętszej Maryi Panny 18[27][28][25][26]
- 2014 – Dom przy ul. Biała Góra 12[23][24][25][29]
- 2014 – Dom przy ul. Biała Góra 17[23][24][25][29]
- 2014 – Dom przy ul. Biała Góra 19[23][24][25][29]
- 2014 – Kamienica przy ul. Błonie 10[27][28][25][29]
- 2014 – Dom przy ul. Błonie 14[27][28][25][29]
- 2014 – Kamienica przy ul. Cerkiewnej 1[27][28][25][29]
- 2014 – Kamienica przy ul. Cerkiewnej 6[27][28][25][29]
- 2014 – Dom przy ul. Ciepłej 4[23][24][25][29]
- 2014 – Dom przy ul. Ciepłej 6[23][24][25][29]
- 2014 – Dom przy ul. Ciepłej 8[23][24][25][29]
- 2014 – Budynek przy ul. Ignacego Daszyńskiego 17[27][28][25][29]
- 2014 – Budynek dworca kolejowego przy ul. Dworcowej 4[23][24][25][29]
- 2014 – Dom przy ul. Dworcowej 11[23][24][25][29]
- 2014 – Kamienica przy ul. Franciszkańskiej 3[27][28][25][29]
- 2014 – Kamienica przy ul. Franciszkańskiej 4[27][28][25][29]
- 2014 – Synagoga Jad Charuzim przy ul. Franciszkańskiej 5[15][17][25][29]
- 2014 – Kościół Franciszkanów przy ul. Franciszkańskiej 7[27][28][25][29]
- 2014 – Klasztor Franciszkanów przy ul. Franciszkańskiej 7[27][28][25][29]
- 2014 – Ogrodzenie zespołu klasztornego Franciszkanów przy ul. Franciszkańskiej 7[27][28][25][29]
- 2014 – Dom przy ul. Bartosza Głowackiego 1[23][24][25][29]
- 2014 – Dom przy ul. Bartosza Głowackiego 5[23][24][25][29]
- 2014 – Dom przy ul. Bartosza Głowackiego 7[23][24][25][29]
- 2014 – Dom przy ul. Bartosza Głowackiego 8[23][24][25][29]
- 2014 – Dom przy ul. Bartosza Głowackiego 10[23][24][25][29]
- 2014 – Dom przy ul. Bartosza Głowackiego 12[23][24][25][29]
- 2014 – Dom przy ul. Bartosza Głowackiego 13[23][24][25][29]
- 2014 – Dom przy ul. Bartosza Głowackiego 16[23][24][25][29]
- 2014 – Dom przy ul. Bartosza Głowackiego 17[23][24][25][29]
- 2014 – Dom przy ul. Bartosza Głowackiego 18[23][24][25][29]
- 2014 – Dom przy ul. Bartosza Głowackiego 19[23][24][25][29]
- 2014 – Dom przy ul. Bartosza Głowackiego 20[23][24][25][29]
- 2014 – Dom przy ul. Bartosza Głowackiego 23[23][24][25][29]
- 2014 – Dom przy ul. Bartosza Głowackiego 25[23][24][25][29]
- 2014 – Dom przy ul. Bartosza Głowackiego 26[23][24][25][29]
- 2014 – Dom przy ul. Bartosza Głowackiego 27a[23][24][25][30]
- 2014 – Kamienica przy ul. Jana Grodka 2[27][28][25][29]
- 2016 – Kamienica przy ul. Jana Grodka 3[19][29]
- 2014 – Kamienica przy ul. Grzegorza z Sanoka 2[27][28][31][29]
- 2014 – Kamienica przy ul. Grzegorza z Sanoka 3[23][24][31][29]
- 2014 – Kamienica przy ul. Grzegorza z Sanoka 4[15][17][31][29]
- 2014 – Kamienica przy ul. Grzegorza z Sanoka 8[15][17][31][29]
- 2014 – Kamienica przy ul. Grzegorza z Sanoka 10 i 12[15][17][31][29]
- 2014 – Kamienica przy ul. Jagiellońskiej 1[15][17][31][29]
- 2014 – Kamienica przy ul. Jagiellońskiej 2[23][24][31][29]
- 2014 – Kamienica przy ul. Jagiellońskiej 4[23][24][31][29]
- 2014 – Kamienica przy ul. Jagiellońskiej 5[23][24][31][29]
- 2014 – Kamienica przy ul. Jagiellońskiej 9[15][17][31][29]
- 2014 – Kamienica przy ul. Jagiellońskiej 10[15][17][31][29]
- 2014 – Kamienica przy ul. Jagiellońskiej 14[15][17][31][29]
- 2014 – Kamienica przy ul. Jagiellońskiej 16[15][17][31][29]
- 2014 – Kamienica przy ul. Jagiellońskiej 20[23][24][31][29]
- 2014 – Kamienica przy ul. Jagiellońskiej 21[15][17][31][29]
- 2014 – Kamienica przy ul. Jagiellońskiej 23[15][17][31][29]
- 2014 – Kamienica przy ul. Jagiellońskiej 25[23][24][31][29]
- 2014 – Kamienica przy ul. Jagiellońskiej 33[23][24][31][32]
- 2014 – Kamienica przy ul. Jagiellońskiej 35[23][24][31][32]
- 2016 – Kapliczka przed kamienicą przy ul. Jagiellońskiej 35[31][32]
- 2014 – Kamienica przy ul. Jagiellońskiej 49[15][17][31][32]
- 2014 – Kamienica przy ul. Jagiellońskiej 52[23][24][31][32]
- 2014 – Kamienica przy ul. Jagiellońskiej 70[15][17][31][32]
- 2014 – Kamienica przy ul. Kazimierza Wielkiego 6[23][24][31][32]
- 2014 – Kamienica przy ul. Kazimierza Wielkiego 8[23][24][31][32]
- 2014 – Dom przy ul. Stanisława Konarskiego 6[23][24][31][32]
- 2014 – Dom przy ul. Stanisława Konarskiego 13[23][24][31][32]
- 2014 – Dom przy ul. Stanisława Konarskiego 16[23][24][31][32]
- 2014 – Dom przy ul. Stanisława Konarskiego 43[23][24][31][32]
- 2014 – Dom przy ul. Stanisława Konarskiego 47[23][24][31][32]
- 2014 – Dom przy ul. Stanisława Konarskiego 49[23][24][31][32]
- 2014 – Dom przy ul. Stanisława Konarskiego 53[23][24][31][32]
- 2014 – Dom przy ul. Stanisława Konarskiego 55[23][24][31][32]
- 2014 – Dom przy ul. Stanisława Konarskiego 75[23][24][31][32]
- 2014 – Dom przy ul. Marii Konopnickiej 19[23][24][31][32]
- 2016 – Kryta ujeżdżalnia koni przy ul. Janusza Korczaka 9[19][32]
- 2016 – Stajnia w zespole folwarcznym przy ul. Janusza Korczaka 8[33][32]
- 2016 – Stajnia przy ul. Janusza Korczaka 11[34][32]
- 2016 – Kapliczka przy ul. Kosynierów 2 u zbiegu z ul. Przemyską[19][32]
- 2014 – Budynek przy ul. Tadeusza Kościuszki 4[15][17][31][32]
- 2014 – Budynek sądu przy ul. Tadeusza Kościuszki 5[23][24][31][32]
- 2014 – Kamienica przy ul. Tadeusza Kościuszki 16[23][24][31][32]
- 2014 – Kamienica przy ul. Tadeusza Kościuszki 18[23][24][31][32]
- 2014 – Cerkiew Wniebowstąpienia Pańskiego przy ul. Kółkowej 5[23][24][31][32]
- 2014 – Dzwonnica Wniebowstąpienia Pańskiego przy ul. Kółkowej 5[23][24][31][32]
- 2014 – Dom przy ul. Zygmunta Krasińskiego 10[35][36][31][32]
- 2014 – Budynek przy ul. Teofila Lenartowicza 2[35][36][31][32]
- 2014 – Kapliczka przy ul. Kazimierza Lipińskiego 31[35][36][37][32]
- 2014 – Dom przy ul. Kazimierza Lipińskiego 37[35][36][31][32]
- 2014 – Kościół Najświętszego Serca Pana Jezusa przy ul. Kazimierza Lipińskiego 54[35][36][31][32]
- 2014 – Ratusz przy ul. Kazimierza Lipińskiego 71[27][28][31][32]
- 2014 – Dom przy ul. Lwowskiej 9[35][36][31][32]
- 2014 – Dom przy ul. Lwowskiej 19[35][36][31][32]
- 2014 – Dom przy ul. Lwowskiej 19a[35][36][31][32]
- 2014 – Dom przy ul. Jana Matejki 11[35][36][31][32]
- 2014 – Kamienica przy ul. Adama Mickiewicza 1[35][36][19][32]
- 2014 – Dom przy ul. Adama Mickiewicza 10[35][36][19][32]
- 2014 – Gmach Towarzystwa Gimnastycznego „Sokół” przy ul. Adama Mickiewicza 13[35][36][19][32]
- 2014 – Park miejski im. Adama Mickiewicza[15][17][19][38]
- 2016 – Budynek koszarowy mieszkalny przy ul. Adama Mickiewicza 21A[19][32]
- 2016 – Budynek koszarowy mieszkalny przy ul. Adama Mickiewicza 21B[19][32]
- 2016 – Stajnia koszarowa mieszkalny przy ul. Adama Mickiewicza 21D[19][32]
- 2016 – Arsenał koszarowy mieszkalny przy ul. Adama Mickiewicza 21F[19][38]
- 2016 – Budynek koszarowy sztabowo-mieszkalny przy ul. Adama Mickiewicza 23A[39][38]
- 2016 – Dom Żołnierza Polskiego przy ul. Adama Mickiewicza 24[19][38]
- 2014 – Dom przy ul. Niecałej 2[35][36][31][38]
- 2014 – Dom przy ul. Kazimierza Niedzielskiego 1[35][36][31][38]
- 2014 – Dom przy ul. Kazimierza Niedzielskiego 2[35][36][31][38]
- 2014 – Kapliczka przy ul. Stefana Okrzei 1[27][28][31][38]
- 2014 – Dom przy ul. Piastowskiej 61[35][36][31][38]
- 2014 – Kamienica przy ul. Marszałka Józefa Piłsudskiego 1[27][28][31][38]
- 2014 – Kamienica przy ul. Marszałka Józefa Piłsudskiego 2[27][28][31][38]
- 2014 – Dom przy Placu św. Jana 1[35][36][25][26]
- 2016 – Kapliczka św. Jana Nepomucena na Placu św. Jana 1[25][26]
- 2014 – Kościół Przemienienia Pańskiego przy Placu św. Michała[35][36][25][26]
- 2014 – Kamienica przy Placu św. Michała 3[35][36][25][26]
- 2014 – Kamienica przy Placu św. Michała 5[35][36][25][26]
- 2014 – Dom mansjonarski przy Placu św. Michała 6[40][41][42][26]
- 2016 – Budynek magazynu byłych koszar przy ul. Emilii Plater[25][29]
- 2014 – Dom przy ul. Płowieckiej 3[35][36][31][38]
- 2014 – Dom przy ul. Płowieckiej 5[35][36][31][38]
- 2014 – Dom przy ul. Płowieckiej 12[35][36][43][38]
- 2014 – Dom przy ul. Płowieckiej 13[27][28][43][38]
- 2014 – Kamienica przy ul. Podgórze 1[35][36][43][38]
- 2014 – Kamienica przy ul. Podgórze 5[35][36][43][38]
- 2014 – Dom przy ul. Podgórze 7[35][36][43][38]
- 2014 – Dom przy ul. Podgórze 17[35][36][43][38]
- 2014 – Dom przy ul. Poprzecznej 11[35][36][43][38]
- 2014 – Dom przy ul. Poprzecznej 12[35][36][43][38]
- 2014 – Dom przy ul. Poprzecznej 14[35][36][43][38]
- 2014 – Dom przy ul. Przemyskiej 13[15][17][43][38]
- 2014 – Dom przy ul. Przemyskiej 21[15][17][43][38]
- 2016 – Kapliczka przy ul. Przemyskiej między numerem 60 a 62[25][38]
- 2014 – Kapliczka przy ul. Przemyskiej 91 u zbiegu z ul. Uroczą[35][36][43][44][38]
- 2014 – Dom przy ul. Rymanowskiej 57[35][36][43][38]
- 2014 – Dom przy ul. Rymanowskiej 68[45][46][47][38]
- 2014 – Budynek gospodarczy przy ul. Rymanowskiej 68[35][36][43][38]
- 2014 – Ratusz przy ul. Rynek 1[35][36][43][38]
- 2014 – Kamienica przy ul. Rynek 5[35][36][43][38]
- 2014 – Kamienica przy ul. Rynek 7[35][36][43][38]
- 2014 – Kamienica przy ul. Rynek 9[35][36][43][38]
- 2014 – Kamienica przy ul. Rynek 10[35][36][43][38]
- 2014 – Mała Synagoga przy ul. Rynek 10[27][28][43][38]
- 2014 – Kamienica przy ul. Rynek 11[35][36][43][38]
- 2014 – Kamienica przy ul. Rynek 12[35][36][43][38]
- 2014 – Kamienica przy ul. Rynek 14[35][36][43][38]
- 2014 – Ratusz przy ul. Rynek 16[35][36][43][38]
- 2014 – Kamienica przy ul. Rynek 18[35][36][43][38]
- 2014 – Kamienica przy ul. Rynek 20[35][36][43][38]
- 2014 – Kamienica przy ul. Rynek 21[35][36][43][38]
- 2014 – Kamienica przy ul. Rynek 22[35][36][43][38]
- 2014 – Kamienica przy ul. Rynek 23[35][36][43][38]
- 2014 – Dom przy ul. Sanowej 11[15][17][43][38]
- 2014 – Dom przy ul. Schody Franciszkańskie 1[35][36][43][38]
- 2014 – Kamienica przy ul. Henryka Sienkiewicza 3[35][36][43][48]
- 2014 – Budynek przy ul. Henryka Sienkiewicza 5[35][36][43][48]
- 2014 – Kamienica przy ul. Generała Władysława Sikorskiego 3[35][36][43][48]
- 2014 – Dom przy ul. Władysława Sikorskiego 4[27][28][43][48]
- 2014 – Dom przy ul. Władysława Sikorskiego 7[27][36][43][48]
- 2014 – Dom przy ul. Juliusza Słowackiego 24[27][28][43][48]
- 2014 – Dom przy ul. Juliusza Słowackiego 41[27][28][43][48]
- 2014 – Dom przy ul. Juliusza Słowackiego 49[27][28][43][48]
- 2014 – Kapliczka przy ul. Juliusza Słowackiego obok numeru 49[27][28][49][48]
- 2014 – Budynek Gimnazjum przy ul. Jana III Sobieskiego 5[27][28][43][48]
- 2014 – Kamienica przy ul. Jana III Sobieskiego 6[27][28][43][48]
- 2014 – Kamienica przy ul. Jana III Sobieskiego 8[27][28][43][48]
- 2014 – Dom przy ul. Jana III Sobieskiego 9[27][28][43][48]
- 2014 – Kamienica przy ul. Jana III Sobieskiego 10[27][28][43][48]
- 2014 – Kamienica przy ul. Jana III Sobieskiego 12[50][51][52][48]
- 2014 – Kamienica przy ul. Jana III Sobieskiego 16[27][28][43][48]
- 2014 – Budynek byłych koszar przy ul. Jana III Sobieskiego 23[27][28][43][48]
- 2014 – Dom przy ul. Spokojnej 4[27][28][43][48]
- 2014 – Dom przy ul. Stolarskiej 7[27][28][43][48]
- 2014 – Dom przy ul. Stolarskiej 22[27][28][43][48]
- 2014 – Dom przy ul. Romualda Traugutta 1[27][28][43][48]
- 2014 – Zajazd przy ul. Romualda Traugutta 3[27][28][43][48]
- 2014 – Dom przy ul. Romualda Traugutta 17[27][28][43][48]
- 2016 – Budynek koszarowy ul. Stanisława Witkiewicza 1[19][48]
- 2016 – Dwór przy ul. Stanisława Witkiewicza 6[19][48]
- 2016 – Oficyna dworska przy ul. Stanisława Witkiewicza 10[19][48]
- 2014 – Dom przy ul. Zagumnej 37[27][28][43][48]
- 2014 – Dom przy ul. Zagumnej 44[27][28][43][48]
- 2014 – Dom przy ul. Zagumnej 45[27][28][43][48]
- 2014 – Dom przy ul. Zagumnej 55[27][28][43][48]
- 2014 – Zajazd przy ul. Zamkowej 2[53][54][55][48]
- 2014 – Zamek Królewski przy ul. Zamkowej 2[27][28][19][48]
- 2014 – Studnia przy Zamku Królewskim przy ul. Zamkowej 2[27][28][19][48]
- 2014 – Cerkiew Świętej Trójcy w Sanoku przy ul. Zamkowej 14[27][28][43][48]
- 2014 – Dzwonnica Cerkwi Świętej Trójcy w Sanoku przy ul. Zamkowej 14[27][28][19][48]
- 2014 – Kamienica przy ul. Zamkowej 16[15][17][19][48]
- 2014 – Budynek przy ul. Zamkowej 30[15][17][19][48]
- 2015 – Kamienica przy ul. Zaułek Dobrego Wojaka Szwejka 1[56][19][48]
- 2014 – Dom Harcerza przy ul. Zielonej 39[27][28][19][48]
- 2014 – Dom przy ul. Żwirki i Wigury 9[15][17][19][48]

Cmentarze
- 2014 – 16 nagrobków na cmentarzu przy ul. Jana Matejki[15][17][31][32]
- 2014 – 49 nagrobków na cmentarzu przy ul. Rymanowskiej[15][17][43][38]
- 2014 – Kaplica na cmentarzu przy ul. Rymanowskiej[35][36][43][38]
- 2014 – Cmentarz Olchowiecki przy ul. Kółkowej[15][17][31][32]
- 2014 – Cmentarz Posada przy ul. Kazimierza Lipińskiego[15][17][31][32]
- 2014 – Kaplica grobowa Tchorznickich, Stankiewiczów i Urbańskich przy Alei Najświętszej Maryi Panny 18[27][28][25][26]
- 2014 – Cmentarz przy Alei Najświętszej Maryi Panny[15][17][25][26]
- 2014 – Cmentarz żydowski przy ul. Głogowej i Kiczury[15][17][31][32]
- 2014 – Cmentarz jeńców radzieckich w Sanoku–Olchowcach przy ul. Wschodniej[15][17][43][48]
- 2018 – Cmentarz przy cerkwi Świętej Trójcy w Sanoku przy ul. Zamkowej 14[48]

Schrony bojowe Linii Mołotowa
- 2016 – na północ od ul. Świętojańskiej[25][26]
- 2016 – na północny zachód od ul. Stanisława Witkiewicza[25][26]
- 2018 – nad ul. Przemyską na wprost od Sanok Rubber Company[26]
- 2018 – przy ul. Kazimierza Przerwy-Tetmajera obok cmentarza jeńców radzieckich[26]
- 2018 – na północny wschód od ul. Władysłwa Jagiełły[26]
- 2018 – przy Szkole Podstawowej nr 6 im. Jana Pawła II przy ul. Przemyskiej 80[26]
- 2018 – nieopodal potoku przy ul. Bolesława Chrobrego[26]
- 2018 – w stoku przy ul. Bolesława Chrobrego[26]
- 2018 – w rejonie ul. Olchowieckiej[26]
- 2018 – w rejonie ul. Olchowieckiej pod lasem[26]

Obiekty już nie widniejące w ewidencji
- 2014 – Dom przy ul. 1000-lecia 4[23][24][25][57]
- 2014 – Dom przy ul. Biała Góra 13[23][24][25][57]
- 2014 – Dom przy ul. Biała Góra 23[23][24][25][57]
- 2014 – Dom przy ul. Biała Góra 25[23][24][25][57]
- 2014 – Kamienica przy ul. Jagiellońskiej 8[15][58]
- 2014 – Dom przy ul. Stanisława Konarskiego 17[23][24][31][57]
- 2014 – Stodoła przy ul. Marii Konopnickiej 19[23][24][31][57]
- 2014 – Dom przy ul. Marii Konopnickiej 22[23][24][31][57]
- 2016 – Koszary „nowe” przy ul. Adama Mickiewicza 21[19][59]
- 2014 – Dom przy ul. Adama Mickiewicza 43[35][60][61]
- 2014 – Dom przy ul. Piastowskiej 19[35][36][31][57]
- 2014 – Dom przy ul. Piastowskiej 65[35][36][31][57]
- 2014 – Dom przy ul. Podgórze 61[35][36][43][57]
- 2014 – Dom przy ul. Przemyskiej 27[15][17][43][57]
- 2014 – Dom przy ul. Stolarskiej 19[27][28][43][57]
- 2014 – Dom przy ul. Targowej 9[35][36][43][57]
- 2016 – Oficyna dworska przy ul. Stanisława Witkiewicza 8[19][59]
- 2014 – Dom przy ul. Zagumnej 25[27][28][43][57]
- 2014 – Dom przy ul. Zagumnej 65[27][28][43][57]

### Cmentarz Centralny
Na obszarze Cmentarza Centralnego w Sanoku znajdują się nagrobki podlegające ochronie prawnej. Pierwotnie, wobec braku miejscowego konserwatora zabytków, w 1978 grupa miejska w składzie Edward Zając (dyrektor Muzeum Historycznego w Sanoku), Barbara Bandurka (plastyk miejski) i Krystyna Kilar (przewodnik muzealny) po inwentaryzacji wskazała łącznie 43 nagrobki (5 w części „Matejki Stary” i 38 w części „Rymanowski Stary”) uznając je za posiadające wartość historyczną i zaproponowała ich zachowanie. Ustalono łączną liczbę 65 obiektów zabytków, w tym w części „Rymanowski Stary” 16 oraz w części „Matejki Stary” i w jej bezpośrednim obrębie 49.
Część przy ulicy Jana Matejki
- Grobowiec Mateusza (1814-1886) i Karoliny (1830-1901) Beksińskich
- Nagrobek Grzegorza Chanulaka (1807-1886)
- Nagrobek Balbiny Germak (1880-1949)[65]
- Nagrobek Jana (zm. 1926) i Marii (zm. 1930) Germaków[66]
- Nagrobek Feliksa Gieli (1859-1936)
- Nagrobek Heinrichów: Józefa Drozd z domu Heinrich (1838-1889)[67][68][69], bracia Juliusz Heinrich (1836-1884), Kornel Heinrich (1833-1888)
- Grobowiec rodziny Kawskich: Marian (1876-1932), Czesława, z d. Nemetz (1880-1976), Jadwiga Rudy (1910-1994); symbolicznie wymieniona Alojza „Lolusia” Kawska (1907–1908)
- Nagrobek rodziny Konieczków: Wincenty (1852-1888), Teodozja (1861-1943), Seweryna Keller z d. Konieczko (1883-1951), Stanisława (1881-1971), Maria Keller (1909-2003), Apolonia Ostoja Świerczyńska (1829-1917)
- Grobowiec rodziny Löwy: Anna (1847-1912), Józef (1841-1917), Franciszek (1890-1968), Halina
- Nagrobek Władysława Niedźwieckiego (1848-1857)[70]
- Grobowiec rodziny Pollaków: Karol (1818-1880)
- Grobowiec rodziny Suszków: Michał Nuncjusz (1916-1939), Cyprian (1922-1945), Stanisława (1887-1954), Michał (1860-1960)
- Nagrobek Amalii Celestyny Świtalskiej (1840-1882)
- Nagrobek Maryana Truszkowskiego (1879-1890)[71]
- oraz dwa niezidentyfikowane, z XIX wieku (w tym jeden autorstwa Stanisława Piątkiewicza[72])

Część przy ulicy Rymanowskiej
- Nagrobek Anny (zm. 1918) i Franciszka Baranów (zm. 1915)
- Nagrobek rodziny Marii Anny Baranowicz (1888-1911)[73]; Jakub (1911–1912)[74], Kazimierz (1915-2002), Krzysztof (1951-2015), Barbara (zm. 2020)
- Nagrobek Józefa (ur. i zm. 1904) i Stanisława Borczyków (ur. 1904, zm. 1907)[75]
- Nagrobek Wasylija Czemarnyka (1833-1896)
- Nagrobek Maniusi Doboszówny[76]
- Grobowiec Adama Dembickiego von Wrocień (1849-1933)
- Nagrobek ks. Józefa Drozda (1857-1923)
- Nagrobek Katarzyny Drwięgi z Wolańskich (1877-1950)[77]
- Nagrobek Kazimiery Prus-Głowackiej (1845-1906)[78]
- Nagrobek Marii Górczyńskiej (1907–1920)[79]
- Nagrobek Jana (1851-1918)[80] i Honoraty (1845-1931)[81] Guzików; Janina Keller (1924-1988), Zygmunt Hipolit Keller (1916-2008)
- Nagrobek Petroneli Hoffman (zm. 1906)[82] i Leona Zaleskiego (zm. 1909)
- Nagrobek Marii Iwanowicz (1867-1930)
- Nagrobek Mariana Bonawentury Jayko (1900-1918)[83][84]
- Nagrobek Józefy Józefowicz (1887-1906)[85]
- Nagrobek Tadeusza (1913-1914)[86] i Zofii (1920–1924)[87] Kellerów[88]
- Nagrobek Marii Kern z Truskolaskich (1818-1900)[89]
- Nagrobek Alfreda (1865-1897) i Leontyny Konratowicz[90]
- Nagrobek Olgi Krawczyńskiej z domu z Nawratil (1855-1898)[91]
- Nagrobek Władysława Laurosiewicza (1864-1913)[92]
- Nagrobek Tytusa Lemera (1852-1899)
- Nagrobek Marii Leszczyńskiej (1830-1899)[93]
- Nagrobek Stanisława Leszczyńskiego (zm. 1906)[94]
- Nagrobek Feliksa Wilhelma Limbacha (zm. 1908)[95]
- Grobowiec rodziny Lipińskich: m.in. Aleksander (1849-1897), Walenty (1813-1897), Kazimierz (1857-1911), Alfred Pohor Janowski (1883-1956), Anna Janowska (1889-1964), Walentyna Filipczak (1886-1955), Bronisław Filipczak (1877-1973)
- Nagrobek Cyryla de Jaksa Ładyżyńskiego (1830-1897); dr Michał Ładyżyński (1867–1931)[96]
- Grobowiec rodziny Mozołowskich: Stefan (1826-1908), Maria (1830-1919), Jan (1856-1898), Józef (1858-1904), Antonina (1872-1900), Stanisław (1894-1900)
- Nagrobek Leona Norasa (1834-1902)
- Nagrobek Floriana Nowaka (1832-1899)[97]
- Nagrobek Karola Petschachera
- Nagrobek rodziny Pleszowskich: Jasieńko-Zefircio (ur., zm. 1885), Jan Bogorya (zm. 1909)
- Nagrobek Jana Porajewskiego (1872-1929)
- Nagrobek Zbigniewa Praczyńskiego (1920–1921)[98]
- Nagrobek Anny Radomskiej (1825-1907)[99]
- Nagrobek Józefa Salamona (1848-1929)
- Nagrobek Zofii Siekierzyńskiej (1897-1900)[100]
- Grobowiec rodziny Słuszkiewiczów 1[101]
- Grobowiec rodziny Słuszkiewiczów 2
- Sarkofag ks. Bronisława Stasickiego (1836-1908)
- Nagrobek Marii (1883-1921) i Kazimierza (1857-1914) Sulimierskich
- Nagrobek Zbyszko Schwarza (zm. 1922)[102]
- Nagrobek Augusta Ścibora-Rylskiego (zm. 1902)
- Nagrobek Olgi Ścibor-Rylskiej (1873-1898)[103]
- Nagrobek Bronisławy Ślączki (1856–1903)
- Nagrobek Wojciecha Ślączki (1851-1925)
- Nagrobek Ludwika Święcha (zm. 1911, lat 38)[104]
- Nagrobek Magdaleny Truskolaskiej (zm. 1898)[105]
- Pomnik-Krzyż Bohaterów Powstań Polskich z 1831 i 1863

### Obiekty niezachowane
Niektóre z obiektów wpisanych do wojewódzkiego rejestru zabytków uległy likwidacji:
- Budynek przy ul. Tadeusza Kościuszki 18)[106]
- Dom przy ul. Jagiellońskiej (położony przy budynku szkoły pod numerem 22)[107]
- Dom przy ul. Zamkowej 22[10]
- 1958 – Dom przy ul. Tadeusza Kościuszki 32[10]
- 1958 – Dom przy ul. Rybackiej 13[10]
- 1958 – Dom przy ul. Rybackiej 17[10]
- 1958 – Dom przy ul. Zamkowej 6[10]
- 1959 – Dom przy ul. Rybackiej 8[10]
- 1975 – Dwór przy ul. Zamkowej 19 (z 1888)[108][109][110][10]

### Obiekty przeniesione
Na terenie Muzeum Budownictwa Ludowego w Sanoku znajdują się obiekty zabytkowe przeniesione z innych miejsc:
- Dworek Stupnickich z ulicy Tadeusza Kościuszki w Sanoku
- Dom przy ul. Franciszka Żwirki i Stanisława Wigury 6a w Sanoku
- Przed 1960 dworek rybacki z Sanoka został zabezpieczony i przeniesiony do MBL[112]
- Zagroda nr 37 z Chmiela
- Karczma (wcześniej ratusz) z Domaradza
- Zagroda nr 47 z Michniowca
- Zagroda nr 26 z Michniowca
- Stodoła plebańska z Nozdrzca
- Zagroda z Pielgrzymki
- Stodoła z zagrody nr 9 ze Posady Jaćmierskiej
- Spichrz plebański z Przeczycy
- Zagroda nr 9 z Roztok Dolnych
- Chałupa nr 11 ze Skorodna
- Chałupa nr 68 ze Skorodna
- Chałupa nr 168 ze Skorodna
- Chałupa z zagrody nr 9 ze Smolnika
- Budynek nr 38 z Ustrobnej
- Chałupa nr 10 ze Wołkowyi